# Route I/68 (Slovaquie)
Pour les articles homonymes, voir I68 et Route 68.
La I/68 (en slovaque : cesta I. triedy 68) est une route slovaque de première catégorie reliant la frontière polonaise à la frontière hongroise. Elle mesure 122,6 km.

## Tracé
- Pologne 87
- Région de Prešov
  - Mníšek nad Popradom
  - Hraničné
  - Kremná
  - Stará Ľubovňa
  - Plavnica
  - Ľubotín
  - Lipany
  - Červenica pri Sabinove
  - Pečovská Nová Ves
  - Sabinov
  - Šarišské Michaľany
  - Prešov
  - Haniska
  - Kendice
  - Drienovská Nová Ves
  - Ličartovce
- Région de Košice
- Région de Prešov
  - Lemešany
  - Janovík
  - Bretejovce
  - Seniakovce
- Région de Košice
  - Budimír
  - Košice
  - Seňa
  - Kechnec
- Hongrie 3